# Вилкевичуте, Эдита
Эдита Вилкевичуте (лит. Edita Vilkevičiūtė, род. 1 января 1989 года — литовская супермодель. За всю свою карьеру она появилась на 25 обложках Vogue.В 2015 году она стала одной из самых высокооплачиваемых моделей в мире благодаря рекламе frangrace для Roberto Cavalli и Viktor & Rolf.

## Ранние годы
Эдита Вилкевичуте родилась 1 января 1989 года. У неё есть младшая сестра, которая занимается организацией мероприятий, её отец — учитель, а мать — домохозяйка. Она описала свое детство как простое и прекрасное. В детстве училась играть на музыкальных инструментах и в баскетбол, также ездила верхом.

## Карьера
Эдита отдыхала в Паланге, когда ей предложили принять участие в конкурсе моделей. С разрешения отца она начала работать в местном агентстве и переехала на заработки в Испанию. В возрасте 17 лет подписала контракт с миланским подразделением Women Management, а позже, в 2006 году, с VIVA в Париже. Её дебют на подиуме состоялся на показе Just Cavalli spring/summer 2006 в Милане. В следующем месяце она появилась в журнале Vogue Paris.
Сотрудничала с Balenciaga, GAP, Chanel, Dior, H&M, Mango, Esprit, Next Uk, Massimo Dutti, Calvin Klein, Emporio Armani, Dries van Noten, Miu Miu и Louis Vuitton. В 2008 году она была лицом весенне-летней кампании Dolce & Gabbana, снятой Марио Тестино. В течение осени/зимы 2008-09 годов открывала и закрывала показы для Burberry и La Perla. В том же году стала лицом аромата Versace, а Карл Лагерфельд пригласил её на роль Коко Шанель в своем фильме «Шанель, немое кино». В конце 2008 года она участвовала в показе Victoria's Secret.
Сайт Models.com поместил её в список «Икон индустрии». В 2015 году она впервые вошла в рейтинг Forbes как одна из самых высокооплачиваемых моделей в мире.

## Личная жизнь
В июле 2017 года она вышла замуж за Бьерна Фредерика Герлинга.